# Скулкино
Ску́лкино (рос. Скулкино, марій. Скулкино) — присілок у складі Сернурського району Марій Ел, Росія. Входить до складу Дубниківського сільського поселення.

## Населення
Населення — 39 осіб (2010; 34 у 2002).
Національний склад (станом на 2002 рік):
- марі — 56 %
- росіяни — 44 %